# الماضي لا يموت (مسلسل)
الماضي لا يموت هو مسلسل إثارة درامي مغربي عُرض سنة 2019، من إخراج هشام الجباري، وتأليف أمينة الرايسي، وإنتاج مولاي أحمد البلغيتي، وبطولة كل من رشيد الوالي، وأمين الناجي، وفاطمة خير، وسعيد أيت باجا، وسارة بيرلس، ونسرين الراضي، وعمر لطفي، وعزيز داداس. تدور أحداث المسلسل حول المحامي المشهور سعد الغالي الذي يحاول جاهدًا الحفاظ على أسرته، وعلى العلاقات بين جميع أفرادها بعضهم البعض، بعد أن عاشوا قصص انتقامية وصراعات نفسية كبيرة.
حصل المسلسل على جائزة «أفضل عمل درامي»، كما توج أبطاله بجائزتين، جائزة أفضل ممثلة جماهيرية والتي كانت من نصيب «فاطمة خير»، وجائزة أفضل ممثل درامي لرمضان 2019 التي توج بها النجم «رشيد الوالي»، بحسب استطلاع للرأي قامت به مجلة سيدتي العربية.

## فكرة المسلسل
تعود فكرة المسلسل الأصلية للكاتبة والمنتجة التلفزيونية المغربية أمينة الرايسي، كما شاركت أيضًا في كتابة السيناريو إلى جانب جواد لحلو والمخرج هشام الجباري، فيما كتب حوار المسلسل كاتب السيناريو أمين أسماعي.

## قصة المسلسل
سعد الغالي محامي مشهور يمتلك واحدًا من أكبر المكاتب في البلاد تخرج منه أفضل المحامين، يعيش مع عائلته التي يشتغل أفرادها في المحاماة حياة طبيعية وعادية، لكن حياته وحياة أسرته ستتغير وستنقلب رأسًا على عقب عندما يقرر الترشح للانتخابات، وكما توقع قبل ترشحه انهالت عليه المصائب والتحديات من كل جانب، حيث بدأ أعداءه في مضايقته ومضايقة عائلته.
يحاول سعد الغالي حماية عائلته بكل الطرق، ويُسخر سنين خبرته في القانون لإخراجهم من المواقف الصعبة التي يقعون بها، ومع مرور الأيام يكتشف أن ما يطارده أبعد ما يكون من عدو سياسي تقليدي، يدرك أن الخطر الذي يحدق به وبعائلته أقرب إلى شبح غير مرئي يتلاعب بعائلته كقطع شطرنج، يوقعهم واحداً تلو الآخر، وليكتشف أخيرًا أن الماضي جاء يلاحقه حتى يدفع ثمن أخطاء ظن يومًا أنها ماتت.

## طاقم التمثيل

### أدوار رئيسية
| الممثل        | الدور        | الشخصية |
| ------------- | ------------ | --- |
| رشيد الوالي   | سعد الغالي   | محامي مشهور يمتلك واحدًا من أكبر مكاتب المحاماة في المدينة، تخرج على يده محامون كثر، يقرر الترشح للانتخابات ودخول عالم السياسة، لكن هذا القرار سيجر عليه وعلى عائلته الكثير من المصاعب والتحديات، حيث يتربص له الأعداء، ويحاول جاهدا الحفاظ على استقرار عائلته. |
| أمين الناجي   | أمين المالكي | محامي ناجح وذكي لم يخسر قضية قط، يتخصص في تنظيم الانتخابات، يتصل به سعد الغالي حتى يكون مدير حملته الانتخابية، لكنه لاحقا يصبح مدير مكتبه، ويبدأ في مساعدته على تجاوز المشاكل التي يقع فيها هو وأفراد عائلته.                                                  |
| فاطمة خير     | نفيسة        | هي زوجة سعد الغالي، سيدة متعجرفة لا تضع أي اعتبار لأحد عندما يتعلق الأمر بأولادها حيث لا تتوانى في الدفاع عنهم على الرغم من أخطائهم، لكنها من جهة أخرى تكون دائما سندًا لسعد عندما يحتاجها.                                                                     |
| سعيد أيت باجا | ياسين الغالي | هو الابن البكر لسعد الغالي، يعمل كمحامي في مكتب والده، مدلل أمه ورث عنها العجرفة والتكبر، كما أنه يجري وراء اللهو والفتيات ويدمن شرب الخمر، لا يفكر في عواقب أفعاله الوخيمة، ويعود بعدها باكيًا في حضن أمه.                                                     |
| سارة بيرلس    | راضية الغالي | هي ابنة أخ سعد الغالي لكنه يعتبرها ابنته وهي تعتبره والدها، تعمل أيضًا كمحامية في المكتب، تتميز بشخصيتها القوية، ذكية جادة ومجتهدة في عملها يعتمد عليها سعد لتحل محله في الكثير من القضايا، لكنها تسقط أيضًا ضحية أعداء سعد.                                     |
| نسرين الراضي  | صوفيا الغالي | هي البنت الصغرى لسعد الغالي، تعيش في عالمها الخاص بعيدًا عن أمور عائلتها في المحاماة، حيث تعمل كممثلة وتحلم بالشهرة، لكنها أيضًا مدللة من والدتها، وهي ضحية استغلال زوجها مأمون الذي يدَّعي حبه لها ولا تستمع إلا لكلامه.                                          |

### أدوار ثانوية
- عمر لطفي بدور مأمون
- أحلام الزعيمي بدور جيهان
- عزيز داداس بدور التهامي
- عبد الله ديدان بدور عثمان
- فريد الركراكي بدور الساخي
- نزهة بدر بدور الباتول
- فاطمة الزهراء لحرش بدور رحمة
- فاتي جمالي في بدور سناء
- فاروق أزنابط في بدور يعقوب
- فاتن رحو بدور أنيسة

## حلقات المسلسل
| الموسم        | الحلقات | الحلقات | الأصلي        | الأصلي       |
| الموسم        | الحلقات | الحلقات | الأول         | الأخير       |
| ------------- | ------- | ------- | ------------- | ------------ |
| الموسم الأول  | 30      | 30      | 6 مايو 2019   | 5 يونيو 2019 |
| الموسم الثاني | 30      | 30      | 14 أبريل 2021 | 13 مايو 2021 |

## نجاح المسلسل
نجح المسلسل نجاحًا كبيرًا سواء في المغرب أو خارجه، حيث تصدر قائمة البرامج الأكثر مشاهدة في المغرب العربي، ليتفوق بذلك على جميع الأعمال الرمضانية في المغرب العربي، التي بُثت في رمضان 2019. كما أشاد النقاد بجميع عناصر العمل من سيناريو محبوك وإخراج متميز وتمثيل رائع من جميع أبطال العمل، ما شجع صناع العمل على إنتاج موسم ثاني من المسلسل.

## انتقادات
واجه المسلسل انتقادات من مجموعة من المحامين الذين اعتبروا أن المسلسل يسئ لمهنة المحاماة، حيث وجهوا عريضة إلى رئيس جمعية هيئات المحامين في المغرب، يستنكرون فيها ما يصوره المسلسل قائلين بأن المسلسل الذي أخرجه هشام الجباري يطرح واقعا غير صحيح للمهنة، وللقوانين المنظمة لها. لكن المخرج رد على هذه الانتقادات موضحًا أن العمل لا يحط من قيمة المحامي، بل تم تعزيز قيمته من خلال الديكور وأداء الممثلين، والشخصيات في المسلسل ينقسمون بين أخيار وأشرار كأي عمل درامي، بالإضافة إلى تضمنه دور المحامي النزيه، الذي يجسده الفنان رشيد الوالي. كما أوضح بعض النقاد بأن الدراما والأدب عموما لا يهتمان بالشخصيات المثالية بقدر ما يغوصان في أعماق الشخوص غير السوية والخارجة عن المألوف، إضافة إلى أن في كل مهنة نسبة لا يستهان بها من المفسدين والمرتشين والخارجين عن القانون.

## وصلات خارجية
- الماضي لا يموت على موقع IMDb (الإنجليزية)
- الماضي لا يموت على موقع قاعدة بيانات الأفلام العربية
- الماضي لا يموت على موقع كينوبويسك (الروسية)
- الماضي لا يموت على موقع قاعدة بيانات الفيلم (الإنجليزية)
- صفحة المسلسل على الموقع الرسمي للقناة الأولى